# 16705 Reinhardt
16705 Reinhardt è un asteroide della fascia principale. Scoperto nel 1995, presenta un'orbita caratterizzata da un semiasse maggiore pari a 2,4798567 UA e da un'eccentricità di 0,0996024, inclinata di 7,03404° rispetto all'eclittica.